# Ennsbach
Ennsbach ist eine Ortschaft in der Marktgemeinde Sankt Martin-Karlsbach im niederösterreichischen Mostviertel und gehört zur Katastralgemeinde Karlsbach bzw. gehörte bis zur Gemeindezusammenlegung im Jahr 1970 zur ehemals selbständigen Gemeinde gleichen Namens.

## Geografie
Das Dorf liegt am Ennsbach.

Ennsbach besteht aus mehreren Ortsteilen: das eigentliche „Dorf“ im Süden, Mehlberg (Weiler auf einem Hügel westlich des Dorfes), Habich (Rotte im Nordwesten), Satzenberg (Gehöfte im Norden), Oed (Einzelhäuser im Nordosten) und Winkl (Rotte im Norden). Der Ort hat 120 Häuser (Stand 
) und 378 Einwohner (Stand: 1. Jänner 2024).
An infrastrukturellen Einrichtungen sind ein Gasthaus und eine örtliche Freiwillige Feuerwehr zu nennen. Auch mehrere Kleingewerbebetriebe (Tischlerei, Tankstelle, Landmaschinenhändler, Spedition etc.) sowie eine Niederlassung eines großen Herstellers für Schalungstechnik sind in Ennsbach zu finden.
In der Rotte Habich befand sich im Mittelalter nahe dem Ennsbach ein Hausberg, von dem noch heute ein stark verwachsener, kegelstumpfförmiger Hügel zu erkennen ist. Im Volksmund ist die einstige Wehranlage als Engelsburg bekannt. Sie steht unter Denkmalschutz (Listeneintrag).

## Geschichte
Laut Adressbuch von Österreich waren im Jahr 1938 in Ennsbach ein Gastwirt, ein Gemischtwarenhändler, ein Schlosser, ein Schmied, ein Tischler und mehrere Landwirte ansässig. Bis zur Konstituierung der Gemeinde St. Martin-Karlsbach war der Ort ein Teil der damaligen Gemeinde Karlsbach.